# Mansfield Park (1999)
Mansfield Park ist ein britisches Filmdrama von Patricia Rozema aus dem Jahr 1999. Das Drehbuch von Patricia Rozema beruht auf dem Roman Mansfield Park von Jane Austen, weicht jedoch von diesem an mehreren Stellen ab.

## Handlung
Fanny Price entstammt einer kinderreichen und armen Familie und wird als junges Mädchen von den Eltern zu wohlhabenden Verwandten Lady Bertram und Sir Thomas Bertram nach Mansfield Park geschickt, damit sie eine gute Ausbildung erhält.
In Mansfield Park wird Fanny von den meisten Familienmitgliedern wenig geschätzt und beachtet, insbesondere von ihrer Tante Norris. Ihr Cousin Edmund dagegen steht ihr nahe; er ist zuvorkommend und warmherzig zu ihr und ermuntert zudem Fannys literarische Versuche, Englands Geschichte aus der Sicht der Frauen zu verfassen.
Während Edmunds Vater Sir Thomas zur Inselkolonie Antigua reisen muss, um die Probleme mit den Sklaven auf seinen Plantagen zu regeln, verlobt sich Maria, die ältere seiner beiden Töchter, mit Mr. Rushworth, über den Fanny in ihr Tagebuch schreibt, dass er als beschränkt gelten würde, würde er nicht über ein hohes Einkommen verfügen. Außerdem ziehen in der Nachbarschaft die ledigen Geschwister Mary und Henry Crawford ein, die sich mit den Kindern von Sir Thomas anfreunden. Die beiden Bertram-Töchter, Julia wie auch die verlobte Maria, sind schnell von Henry Crawfords Charme gefangen. Fanny beobachtet über Wochen, dass dieser nur mit den Gefühlen der verliebten Mädchen spielt.
Als der älteste Sohn, Tom Bertram, mit seinem Studienfreund Mr. Yates aus London zurückkehrt, entschließen sich die jungen Leute, ihre Zeit mit dem Einstudieren eines Theaterstücks zu vertreiben und planen dessen Aufführung in Mansfield Park. Fanny ist dabei nur Beobachterin, denn sie ist gegen die Aufführung, weil es Sir Thomas nicht erlauben würde. Als der Hausherr überraschend heimkehrt, ist er tatsächlich sehr verärgert und verbietet weitere Proben.
Edmund hat sich derweilen in Mary Crawford verliebt. Fanny ist darüber bestürzt, weil sie selbst tiefe Gefühle für ihn hegt, aber auch, da sie an Miss Crawfords Charakterstärke zweifelt. Seit der Hochzeit von Maria Bertram mit Mr. Rushworth zeigt Henry Crawford großes Interesse an Fanny und ihre ablehnende Haltung scheint ihn besonders anzuziehen. Um sie von seiner Ernsthaftigkeit zu überzeugen, macht er ihr schließlich einen Heiratsantrag, den sie jedoch nicht annimmt. Dies stößt insbesondere bei ihrem Onkel auf Unverständnis, doch er kann sie von dem gesellschaftlichen Vorteil einer solchen Verbindung nicht überzeugen. In der Hoffnung, dass sie sich eines Besseren besinnt, schickt er sie zurück zu ihrer armen Familie nach Portsmouth.
Henry Crawford besucht Fanny dort und wiederholt seinen Heiratsantrag, den sie zunächst annimmt, weil sie erfahren hat, dass Edmund Mary heiraten möchte. Sie weist ihn dann jedoch erneut zurück, da sie Zweifel an seinem Charakter hat. Edmund holt sie nach Mansfield Park zurück, da sein älterer Bruder Tom schwer krank heimgekehrt ist und Fanny dort gebraucht wird.
Der zurückgewiesene Henry fängt eine Affäre mit Maria an, die verzweifelt genug ist, da sie aus ihrer Ehe nicht herauskann, wie sie sagt. Als die Affäre an die Öffentlichkeit kommt, schmiedet Mary Pläne, ihren Bruder und Maria, die gemeinsam verschwunden sind, nach einer gewissen Zeit wieder in die Gesellschaft einzuführen. Dabei spricht sie auch davon, das Geld, das Edmund erben würde, falls Tom seine Krankheit nicht überlebt, für solche Gesellschaften auszugeben.
Als sie dann auch noch Fanny die Schuld am Fehltritt ihres Bruders gibt, erkennt Edmund ihren wahren Charakter und verbannt sie aus seinem Herzen. Er erkennt Fannys aufrechten Charakter, verliebt sich in sie, und sie heiraten.

## Kritiken
Kenneth Turan schrieb in der Los Angeles Times vom 18. November 1999, der Film sei zwar energiegeladen, kritisierte aber, dass die Regisseurin um jeden Preis versuche, modern zu sein.
Das Lexikon des internationalen Films schrieb, der Film sei eine „freizügige Adaption“ der Romanvorlage. Er sei „gegen das historische Ambiente inszeniert“ und bleibe „dennoch einer vergangenen Epoche verhaftet“; die Darstellungen wurden gelobt.

## Nominierungen
Patricia Rozema wurde im Jahr 1999 für den Grand Prix des Amériques des Montréal World Film Festivals nominiert. Frances O’Connor wurde 2000 für den Golden Satellite Award nominiert.

## Hintergrund

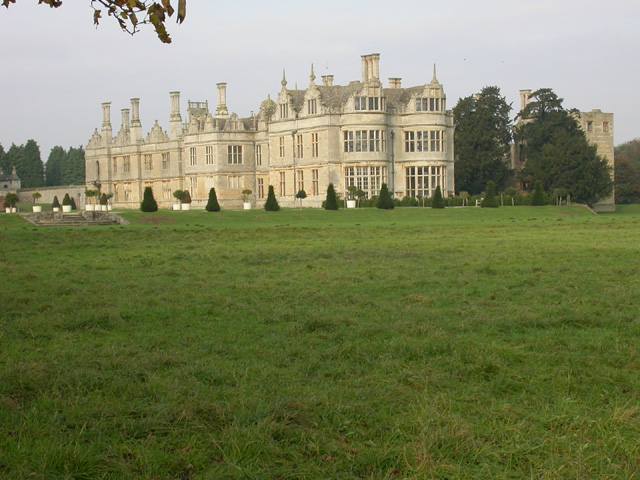
Kirby Hall

Der Film wurde in England, darunter in London, gedreht. Die Dreharbeiten entstanden in dem denkmalgeschützten elisabethanischen Landhaus Kirby Hall nahe Gretton in Northamptonshire. Er hatte seine Weltpremiere am 27. August 1999 auf dem Montréal Film Festival, am 15. September 1999 wurde er auf dem Toronto Film Festival vorgestellt. Der Film spielte in den Kinos der USA ca. 4,76 Millionen US-Dollar ein.